# Vilhelm Nauckhoff
Hans Filip Vilhelm Nauckhoff, född 9 oktober 1839 i Enköpings-Näs socken, död 19 december 1925, var en svensk agronom.  
Nauckhoff blev student 1859, underlöjtnant vid Upplands regemente 1862, kapten 1878 och tog avsked ur krigstjänsten 1888. Han genomgick Ultuna lantbruksinstitut 1869-71, verkade 1871-80 som lärare vid olika lantbruks- och folkhögskolor och som lantbrukare samt (1883-93) som stadsingenjör i Enköping. Han var sekreterare i Sveriges agrarförbund under dettas tillvaro 1895-1914. 
Nauckhoff utövade omfattande populär skriftställarverksamhet på lanthushållningens område i tidningar och tidskrifter samt författade den större handboken Hästen, dess natur, skötsel och vård (1894-96), de två smärre skrifterna Geten, dess natur, skötsel och vård (1911) och Fåret, dess natur, skötsel och vård (1911) samt Sveriges agrar- och lantmannaförbund (1919).